# Hybognathus amarus
Hybognathus amarus — невелика травоїдна північноамериканська рибка, один з семи представників роду Hybognathus родини ялецевих.

## Поширення
Hybognathus amarus є однією із найрідкісніших риб у Північній Америці. Вид класифікували як такий, що перебуває під загрозою в США, в 1994 році; перебуває в менш ніж 5 % його природного середовища існування в річці Ріо-Гранде. Тепер його можна побачити тільки між греблею Cochiti і водосховищем Elephant Butte в Нью-Мексико.

## Опис
Це сріблясті рибки з маленькими очима і маленьким ротом. Дорослі досягають 10 см загальної довжини.

## Поведінка
Hybognathus amarus є травоїдними тваринами, дієта яких, як вважають, складається з річкових рослин. Поселяються на дні річок і потічків та слугують джерелом їжі для інших тварин.

## Розмноження
З ікри Hybognathus amarus через 24 годин вилуплюються личинки, які можуть плавати тільки через 3—4 дні.